# Hamilton H. Howze

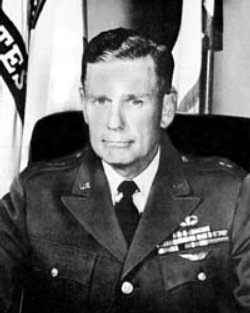
Hamilton H. Howze

Hamilton Hawkins Howze (* 21. Dezember 1908 in West Point, New York; † 8. Dezember 1998 in Fort Worth, Texas) war ein amerikanischer General. Howze gilt als einer der Väter der amerikanischen Heeresfliegerei und war maßgeblich an der Entwicklung der Luftkavallerie beteiligt.

## Leben
Howze wurde am 21. Dezember 1908 in West Point, New York, geboren, wo sein Vater, Generalmajor Robert L. Howze, Kadettenkommandant war. Sein Großvater mütterlicherseits war der General der Freiwilligenarmee Hamilton S. Hawkins, der von 1888 bis 1892 ebenfalls Kadettenkommandant in West Point gewesen war. Nach ihm wurde Hamilton Hawkins Howze benannt. Howzes älterer Bruder war der spätere Generalmajor Robert L. Howze Jr. (1903–1983).
1930 schloss Howze die Militärakademie in West Point ab und trat, wie schon sein Vater und sein Bruder, in die Kavallerie ein. Dort absolvierte er die Kavallerieakademie und wurde im Anschluss Leutnant im 6. Kavallerieregiment (6th Cavalry). Als Kommandeur des 2. Bataillons des 13. Panzerregiments wurde er 1943 in Nordafrika und Sizilien eingesetzt. Er stieg zum Kommandeur des 13. Panzerregiments auf, 1944 wurde er dann Kommandant des Combat Command A der 1st Armored Division.
Nach dem Krieg stieg er in den Führungsstab der Division auf, 1947 wurde er zum Colonel befördert. Howze besuchte 1949 das National War College, im Anschluss war er bis 1954 stellvertretender Kommandeur der 2nd Armored Division im Rang eines Brigadegenerals. 1955 schloss er seine Pilotenausbildung ab, von 1955 bis 1958 war er leitender Direktor des United States Army Aviation Branch. Unter seiner Leitung wurden neue Taktiken für die Heeresflieger erprobt und eingeführt, zudem war er maßgeblich am Ausbau von Fort Rucker, Alabama, zum Ausbildungs- und Trainingszentrum der amerikanischen Heeresflieger beteiligt. 1961 wurde er zum Vorsitzenden des Tactical Mobility Requirements Board berufen, das neue Taktiken und Strategien im Bereich der Luftmobilität des Heeres entwarf. Hubschrauber und Flugzeuge sollten nach den Vorschlägen als integraler Bestandteil der Verbände eine hohe Mobilität gewährleisten. Um das Konzept zu erproben, wurde 1963 die 11th Airborne Division wieder ins Leben gerufen, die bis 1965 die Konzepte des Howze-Boards erprobte. Während dieser Zeit war Howze vom 1. Dezember 1962 bis zum 1. Februar 1963 Interimskommandeur der 3. Armee.
Nach seiner Beförderung zum Generalleutnant waren Howzes letzte Kommandos das XVIII Airborne Corps (1964) sowie der Oberbefehl über die US-Truppen in Korea, der 8. Armee und des United Nations Command. 1965 ging er in den Ruhestand und wurde Geschäftsführer bei Bell Helicopter. Nach seinem Rückzug vom Geschäftsführerposten arbeitete er noch lange als Berater für Bell.
Howze starb am 8. Dezember 1998 in Fort Worth, Texas im Alter von 89 Jahren, er wurde auf dem Friedhof der Militärakademie in West Point beigesetzt. Howze hinterließ seine Ehefrau, einen Sohn, vier Enkel sowie fünf Urenkel.

## Auszeichnungen
Auswahl der Dekorationen, sortiert in Anlehnung der Order of Precedence of Military Awards:
- Army Distinguished Service Medal
- Silver Star
- Legion of Merit
- Bronze Star

## Werke
- Hamilton Howze: A Cavalryman's Story: Memoirs of a Twentieth-Century Army General. Smithsonian Books, Washington D.C. 1996. ISBN 978-1-56098-664-5
- Hamilton Howze: Tragic Descent: America in 2030. Summit Publishing Group, Ottawa 1993. ISBN 978-1-56530-019-4